# サイフ・アル＝イスラーム・ムアンマル・アル＝カッザーフィー
サイフ・アル・イスラム・ムアンマル・アル=カッザーフィー （ アラビア語: سيف الإسلام معمر القذافي , 英語: Saif al-Islam Muammar Gaddafi,  1972年6月25日 - ）は、リビアの政治家・慈善団体（カッザーフィー開発基金）代表で、リビアの最高指導者だったムアンマル・アル＝カッザフィー（カダフィ大佐）の次男。日本ではセイフ・イスラム（セイフル・イスラム）などと呼ばれる事も多い。母親はカダフィ大佐の二番目の妻サフィアファルカーシュ。彼は父親の体制を支えた有力幹部の一人であり、カダフィ大佐に代わって広報と外交の役割を果たした。カダフィ政権下では事実上の№2であり、後継者候補と目されていた。イギリスへの留学経験があり、カダフィ政権下では独裁の緩和や経済の自由化、欧米との関係改善に前向きだったが、2011年リビア内戦では反体制派の鎮圧を支持し、 2011年6月27日には国際刑事裁判所（ICC）により、「リビア国民に対する人道に対する罪」で逮捕状が発行された。 
カダフィ政権崩壊直前には、国民評議会軍がトリポリに入城する中、外国人記者団の前に姿を現し、政権の健在ぶりをアピールしたが、トリポリ陥落と共に撤退した。その後はサブハ・バニワリドと残る拠点が陥落し、カダフィ派の最後の拠点スルトが陥落し、カダフィ大佐が殺害された後も逃走を続けたが、2011年11月19日、リビア南部でジンタンの民兵に捕獲され、飛行機で飛行機でジンタンへと護送された。
2015年7月28日に、トリポリの裁判所に内戦中に犯した罪で死刑を宣告されたが、身柄はジンタンの事実上の独立した当局の管理下にあった。ジンタンの勢力はセイフ・イスラムに対し比較的寛大で、リビア情勢が悪化し2014年リビア内戦 が本格化すると、彼はジンタンの刑務所から釈放された。後に、彼の完全な恩赦は、ハリファ・ハフタルが率いるトブルクを本拠とする政府によって宣言された。 2018年には、大統領選挙への出馬も囁かれたが、内戦の激化でリビア自体が統一国家として機能していないこともあり実現はしていない。
なお、2005年4月には愛知万博視察のために来日し、その際に日本のTBSテレビのインタビューを受けたことがある。また、愛知万博においてリビアをフレンドシップ国として交流していた田原市も訪れ、渡辺崋山の絵を寄贈している。

## 2021大統領選挙
2021年11月14日、同年12月に予定されている大統領選挙への出馬を表明。
11月24日にはリビア選挙管理委員会当局に立候補を拒否されたが、12月2日にはセブハの裁判所で出馬が認められた